# Lad os handle 1-2
Lad os handle 1-2 er to danske dokumentarfilm fra 2005, der er skrevet og instrueret af Jesper Heldgaard og Bo Illum Jørgensen.

## Handling
Globalisering og øget verdenshandel er på én gang en trussel og en mulighed. Det koster arbejdspladser, når produktion må flytte, men alle kan alligevel blive rigere, når varer fremstilles, hvor det kan ske billigst. Programmerne fortæller et par solstrålehistorier fra Afrika: I Burkina Faso fremstiller fattige bønder billig bomuld af høj kvalitet. I Tanzania fremstiller bønderne sukker til lavpris. Men de afrikanske bønder udkonkurreres af store landbrug i den rige verden, der nyder godt af landbrugstilskud. Programmerne besøger bomuldsbønder i Burkina Faso og sukkerbønder i Tanzania og viser, hvordan afsætningen af bomuld og sukker - mere effektivt end udviklingsbistand - kan hive afrikanere ud af fattigdommen. Og bomuldsfarmeren fra Texas og sukkerroeavleren på Lolland fortæller, hvorfor det er svært at komme den udskældte landbrugsstøtte til livs.